# Giao tiếp ở mèo

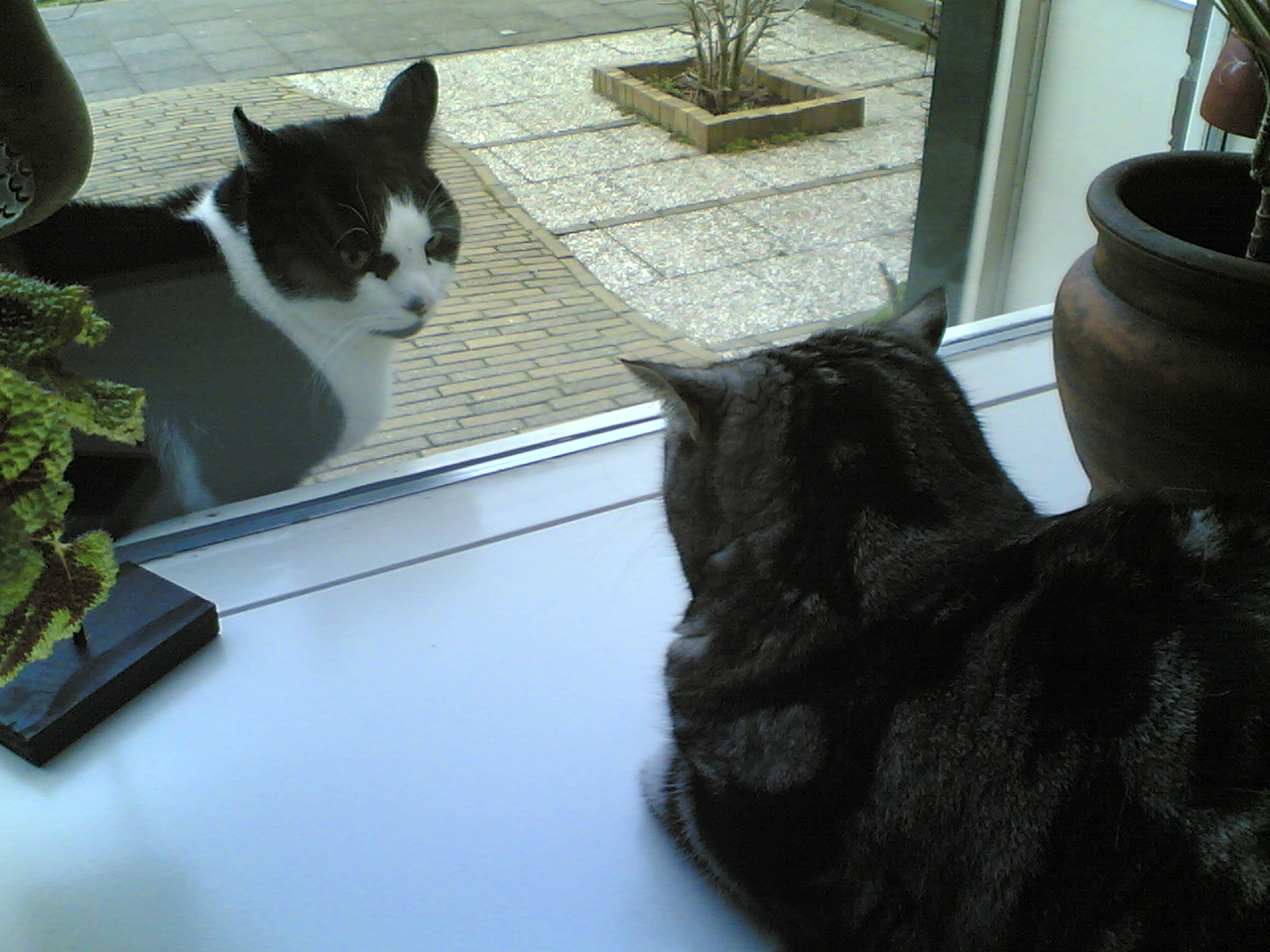
Ngôn ngữ cơ thể - một trong những phương thức giao tiếp phổ biến của mèo

Giao tiếp ở mèo là những hành động, âm thanh hay mùi cơ thể mà mèo phát ra để trao đổi với nhau hoặc với các động vật khác trong môi trường xung quanh. Mèo nhà bị ảnh hưởng về giao tiếp từ môi trường, chủ nuôi, do kết quả của quá trình thuần hóa.

## Âm thanh

### Tiếng gừ gừ

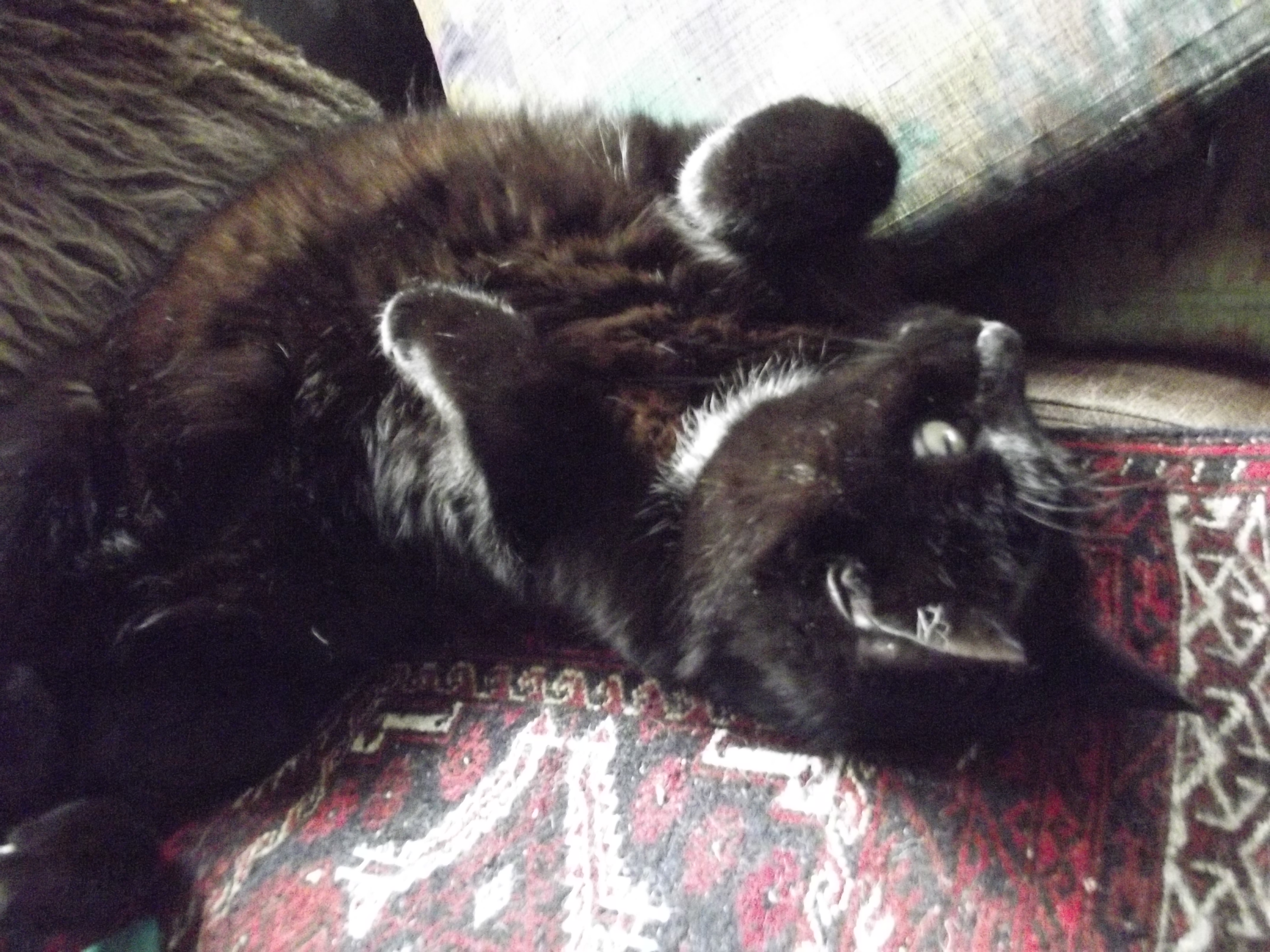
Mèo thư giãn, nằm ngửa trên ghế

Tiếng gừ gừ là một chuỗi âm thanh nhỏ, liên tục phát ra từ cổ họng của đa số các loài trong họ Mèo. Mèo nhà có thể bắt đầu kêu như vậy ngay từ khi được 2 ngày tuổi. Đây là biểu hiện khi mèo cảm thấy thoải mái, không bị quấy rầy. Tuy vậy, mèo cũng có thể kêu gầm gừ khi bị ốm, đau, hoảng sợ hay khi đẻ con.

### Kêu meo

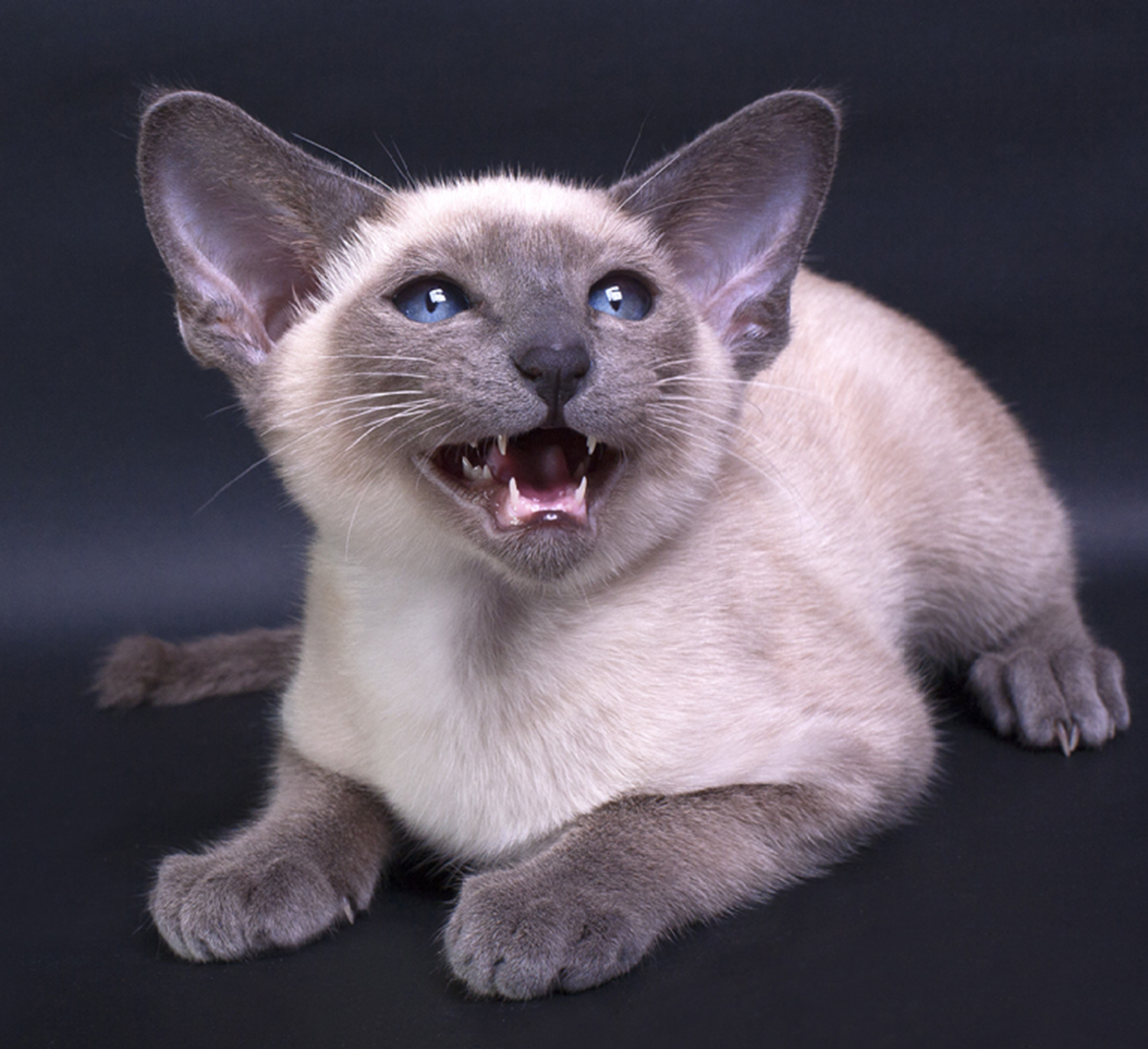
Mèo kêu để gây sự chú ý

Kêu "meo meo" là âm thanh thường thấy của mèo, với nhiều cảm xúc khác nhau tùy hoàn cảnh. Khi thoải mái, đói, sợ hãi hoặc tìm bạn tình thì tiếng mèo lại ở một trạng thái khác nhau. Mèo con mới đẻ kêu để gọi mẹ, khi được khoảng 3 - 4 tuần tuổi, mèo con sẽ không kêu nếu như có mèo khác ở cùng, khi được 4 - 5 tháng, mèo con sẽ bắt đầu ngừng kêu gọi mẹ.

### Tiếng gừ, rít
Trong nhiều trường hợp, khi mèo sợ hãi hoặc gây chiến với các con vật khác, nó thường tự vệ bằng cách phát ra những tiếng gầm hoặc rít lên (hiss) để dọa kẻ thù.

## Hành động

### Khi sợ hãi

Một con mèo đe dọa kẻ thù bằng cách nhe răng và đứng lên

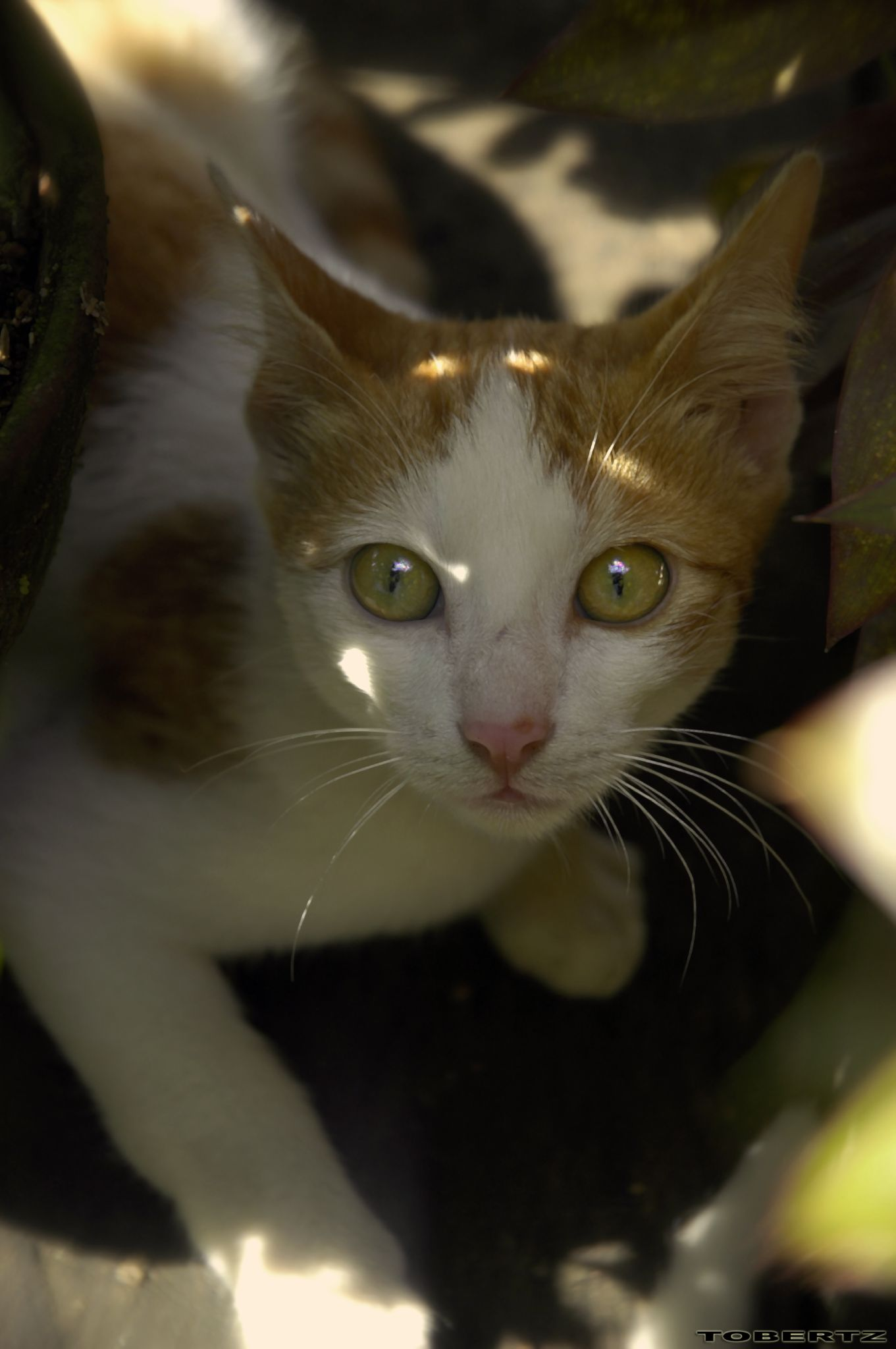
Con ngươi mắt mèo mở rộng, tai hơi hướng về sau khi bị bất ngờ

Khi sợ hãi hoặc gặp một tình huống bất ngờ, mèo thường đứng dựng lên, xù lông và miệng rít lên. Khi bị bắt gặp một cách bất ngờ, mắt mèo thường mở rộng đồng tử, tai hơi hướng về đằng sau để nghe ngóng tình hình.

## Mùi cơ thể
Mèo cũng trao đổi với nhau qua mùi hương. Trên cơ thể mèo, những vùng như đầu, tai, hông, đuôi hay móng vuốt thường lưu lại một mùi đặc biệt, giúp mèo giao tiếp với nhau.

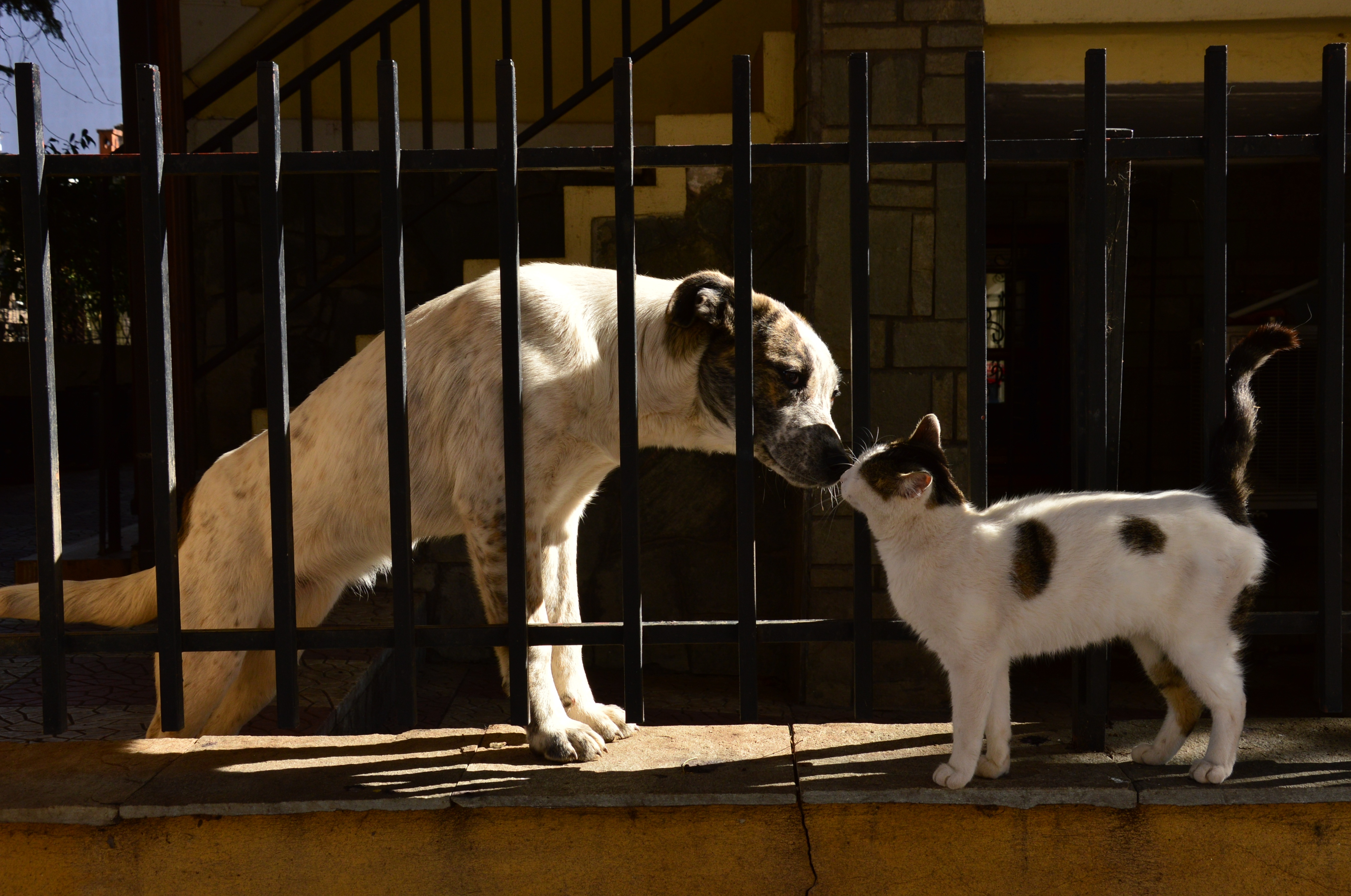
Mèo giao tiếp với chó